# Euroclear

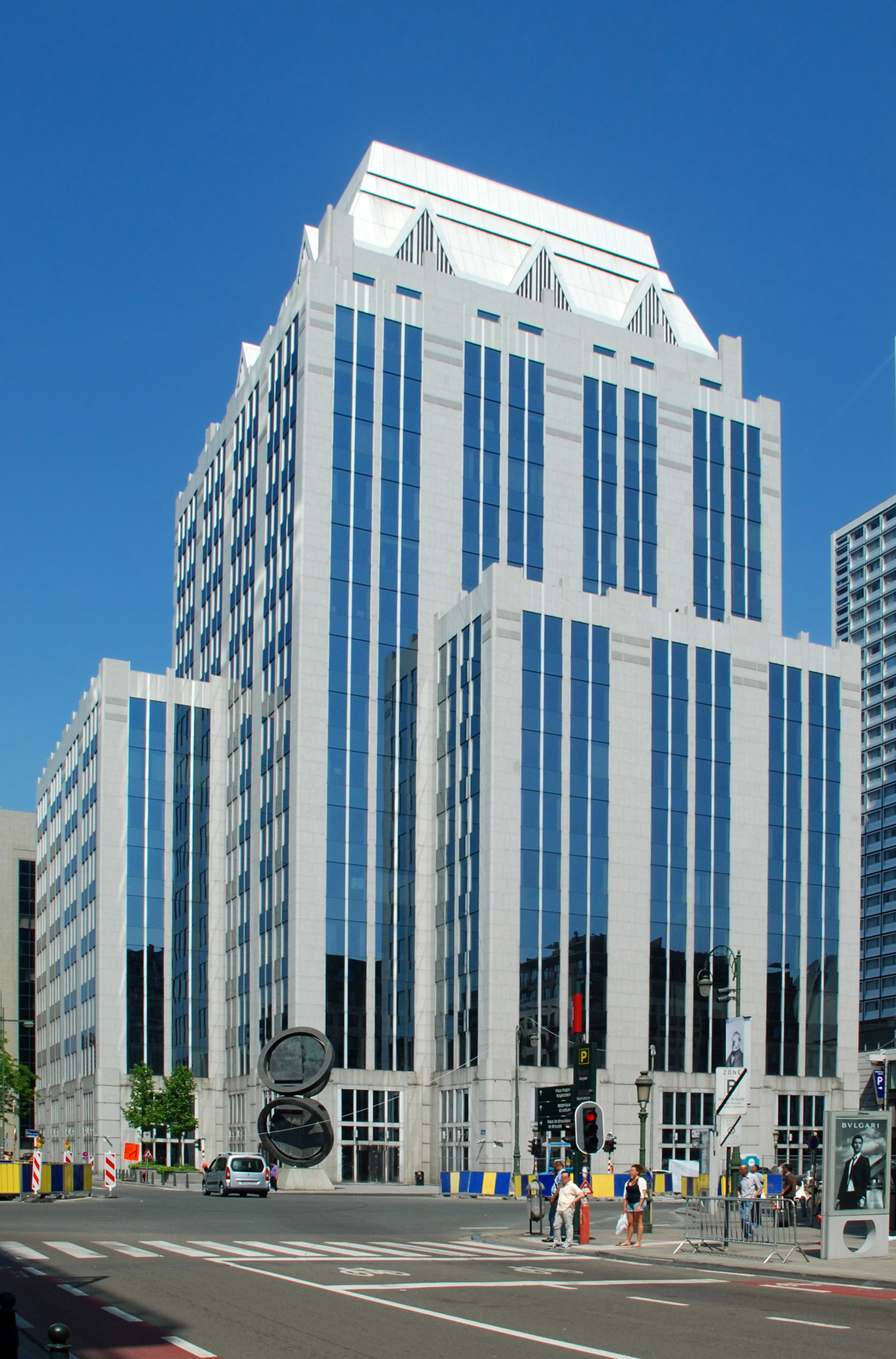
Euroclear, Bryssel.

Euroclear är ett användarägt och användarkontrollerat företag för finansiella tjänster. Företaget grundades 1968 och är baserat i Bryssel, Belgien. Deras kunder är finansiella institutioner i mer än 90 länder.
Företaget verkar som Central Securities Depository (CSD) för Belgien, Nederländerna, Finland, Frankrike, Irland, Storbritannien och Sverige. Den svenska delen sköts via Euroclear Sweden.